# Lingula adamsi
Lingula adamsi är en armfotingsart som beskrevs av Dall 1873. Lingula adamsi ingår i släktet Lingula och familjen Lingulidae. Inga underarter finns listade i Catalogue of Life.

## Bildgalleri

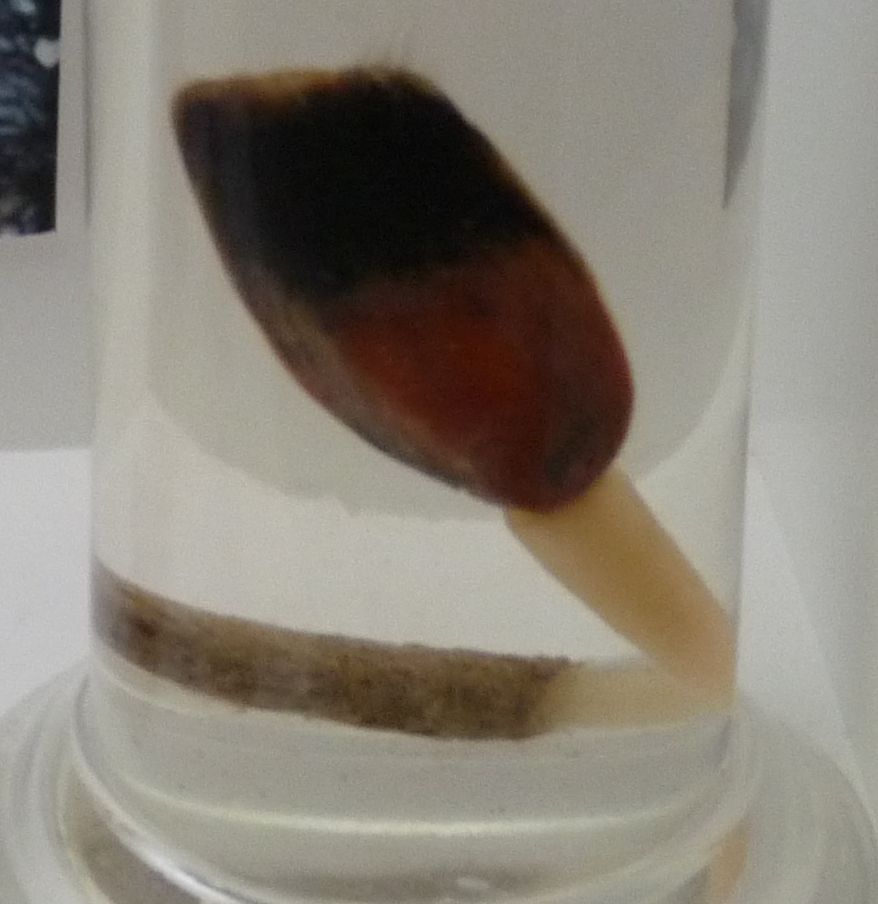